# 不老 (スーパーコンピュータ)
不老（フロー、英: Flow）は、名古屋大学情報基盤センターが2020年7月1日から運用しているスーパーコンピュータである。愛知県名古屋市千種区不老町の名古屋大学情報基盤センターに設置されている。15.88PFLOPSの計算能力を有しており、設置時点で東海地区で最大規模である。
不老という名称は公募で名付けられており、計算処理の流れを表す「Flow（フロー）」と名古屋大学が本部を置く不老町を掛けている。

## 概要
「不老」は理化学研究所が運用しているスーパーコンピュータ「富岳」をベースとしており、主にTypeIサブシステムとTypeIIサブシステム、TypeIIIサブシステム、クラウドシステムの4機のサブシステムとホットストレージ、コールドストレージから構成される。名大に設置されていたスパコン「FX100」と比較すると、ベンチマークの速度などが向上している。
文部科学省によって全国共同利用・共同研究拠点に指定されており、世界トップレベルの研究成果創出を目標として富岳と相互支援などを行っている。

## 年表
2018年（平成30年）
次期スーパーコンピュータについて本格的に使用の調査検討を開始。
2019年（平成31年/令和元年）
9月 - 仕様書を公開。
2020年（令和2年）
1月 - 仕様書を富士通が落札。
2月3日 - 愛称と「富岳」型スパコンの導入を発表。
3月30日 - 名大で運用されていた「CX400」「FX100」「UV2000」「SX40」がサービス終了。
4月7日 - TypeIサブシステムの搬入開始を発表。
6月16日 - 搬入完了を発表。
6月30日 - ロゴを発表。
7月1日 - 運用開始。富岳をベースとしたスーパーコンピュータの世界初サービス運用となった。
2021年（令和3年）
2月1日 - コールドストレージのPhase2が稼働開始。

## ハードウェア
ハードウェアは全てInfiniBand、HDR/EDR及び1/10ギガビットネットワークによって接続されている。

### サブシステム
TypeIサブシステム
理化学研究所計算科学研究センター（RIKEN R-CCS）に設置されているスーパーコンピュータ「富岳」と同型の計算ノードにより構成されたシステムであり、「FX100」「京」「富岳」向けに開発されたプログラムが高速に実行できることが期待されている。 また他のサブシステムと比べてノード数が非常に多いため、多くのノードを用いた大規模分散（MPI）並列実行に適している。CPUは富岳と同じA64FXが搭載されているが、他の部品が異なるため計算速度は100分の1程度である。
TypeIIサブシステム
オープンソースソフトウェアなどのプログラムを持ち込んで実行するのに適している。高性能計算向けGPUを1ノードあたり4枚搭載しているため、機械学習・AI・データサイエンスプログラムを実行するのに適している。 I/O処理を高速化するため各ノードにNVMe接続のSSDを搭載しており、SSDを用いて共有ファイルシステムを作るBeeGFS/BeeONDも利用可能である。
TypeIIIサブシステム
2ノードで構成され、1ノードを会話型処理専用、もう1ノードをバッチ処理専用として運用している。1ノードあたり24TiBのメインメモリと、画像処理向けGPUを搭載しているため、大規模なプリポスト処理や可視化処理に適している。会話型処理専用ノードが高精細可視化システムと接続されているため、高品位やプリポスト処理やコンテンツ生成に利用可能。高並列レンダリングに対応した可視化ソフトが利用できる。NICE DCVを用いたリモート可視化が可能。
クラウドシステム
UNCAIを使用した時刻を指定してのジョブ実行やインタラクティブ実行が可能。
|                          | TypeIサブシステム                               | TypeIIサブシステム                                                       | TypeIIIサブシステム                                 | クラウドシステム                      |
| ------------------------ | ----------------------------------------------- | ------------------------------------------------------------------------ | --------------------------------------------------- | ------------------------------------- |
| 機種                     | FUJITSU Supercomputer PRIMEPHC FX1000（富士通） | FUJITSU Server PRIMERGY CX2570 M5（富士通）                              | HPE Superdome Flex（HPE）                           | HPE ProLiant DL560                    |
| CPU                      | A64FX（富士通）                                 | Intel Xeon Gold 6230（インテル）                                         | Intel Xeon Platinum 8280M (CascadeLake)（インテル） | Intel Xeon Gold 6230（インテル）      |
| GPU                      | 非搭載                                          | NVIDIA Tesla V100（NVIDIA）                                              | NVIDIA Quadro RTX6000                               | 非搭載                                |
| メインメモリ             | HBM2（32GB）                                    | DDR4（384GB）                                                            | DDR4（24TB）                                        | DDR4（384GB）                         |
| ノード数                 | 2304                                            | 221                                                                      | 2                                                   | 100                                   |
| 総メモリ容量             | 72 TiB                                          | 82.875 TiB（メインメモリ） 28.288 TiB（デバイスメモリ）                  | 48 TiB                                              | 37.5 TiB                              |
| ノード間接続             | TofuインターコネクトD                           | InfinitiBand EDR                                                         | InfinitiBand EDR                                    | InfinitiBand EDR                      |
| 総理論演算性能（倍精度） | 7.782 PFLOPS                                    | 7.489 PFLOPS                                                             | 77.414 TFLOPS                                       | 537.6 TFLOPS                          |
| 開発環境                 | 富士通 Fortran C言語 C++                        | Intel Parallel Studio Computing Suite NVIDIA HPC SDK NVIDIA CUDA Toolkit | Intel Parallel Studio Computing Suite               | Intel Parallel Studio Computing Suite |
| 冷却方式                 | 水冷                                            | 水冷                                                                     | 空冷                                                | 空冷                                  |
| 出典:                    |                                                 |                                                                          |                                                     |                                       |

### その他のシステム
ホットストレージ
HDDに30PB分のデータを保存できる。機種はFUJITSU PRIMERGY RX2540 M5、FUJITSU ETERNUS AF250 S2、DDN SFA18KE、DDN SS9012。
コールドストレージ
2020年7月1日にPhase1が、2021年2月1日にPhase2が運用開始となった。Optical Disc Archiveと第三世代光ディスクのArchival Discへ6PB分のデータを長期的に保存できる。光ディスクによるコールドストレージ提供は日本国内のスパコンサービスで初となる。機種はSONY PetaSite 拡張型 Library。